# サン＝ポール＝アン＝コルニヨン
サン＝ポール＝アン＝コルニヨン （Saint-Paul-en-Cornillon）は、オーヴェルニュ＝ローヌ＝アルプ地域圏、ロワール県のコミューン。

## 地理
コミューンは中央高地の東側山麓、ロワール川河岸に建設されている。コミューンはサンテティエンヌからおよそ20km離れており、サンテティエンヌ郡の最も西にあたる。

## 歴史
サン＝ポール＝アン＝コルニヨンの起源は中世にさかのぼる。今日では、過去の証拠であるコルニヨン城（城壁が11世紀に建てられている）が岩山の頂上に建っている。14世紀終わり以降、ロワールの領主たちによって城は一部が再建されている。
城を取り巻くようにコルニヨンの町があり、ロワール川の湾曲部に伸びるサン＝ポールの町とは県道で隔てられている。この2つの町といくつかの集落によってコミューンが形成されている。

## 人口統計
| 1962年 | 1968年 | 1975年 | 1982年 | 1990年 | 1999年 | 2005年 | 2014年 |
| ------ | ------ | ------ | ------ | ------ | ------ | ------ | ------ |
| 633    | 598    | 672    | 1045   | 1122   | 1304   | 1319   | 1352   |

参照元:1962年から1999年までは複数コミューンに住所登録をする者の重複分を除いたもの。それ以降は当該コミューンの人口統計によるもの。1999年までEHESS/Cassini、2006年以降INSEE。

## ギャラリー

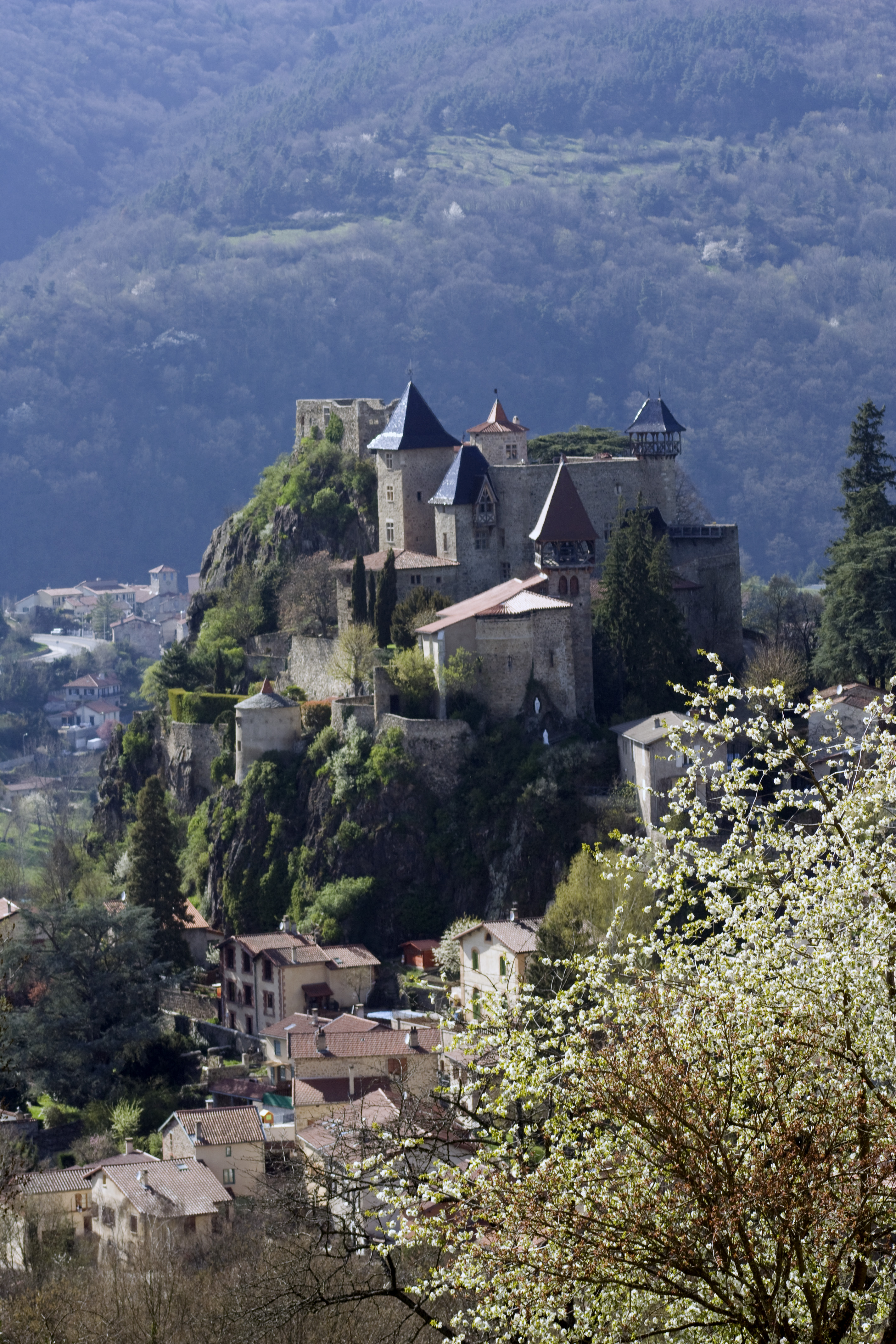
城
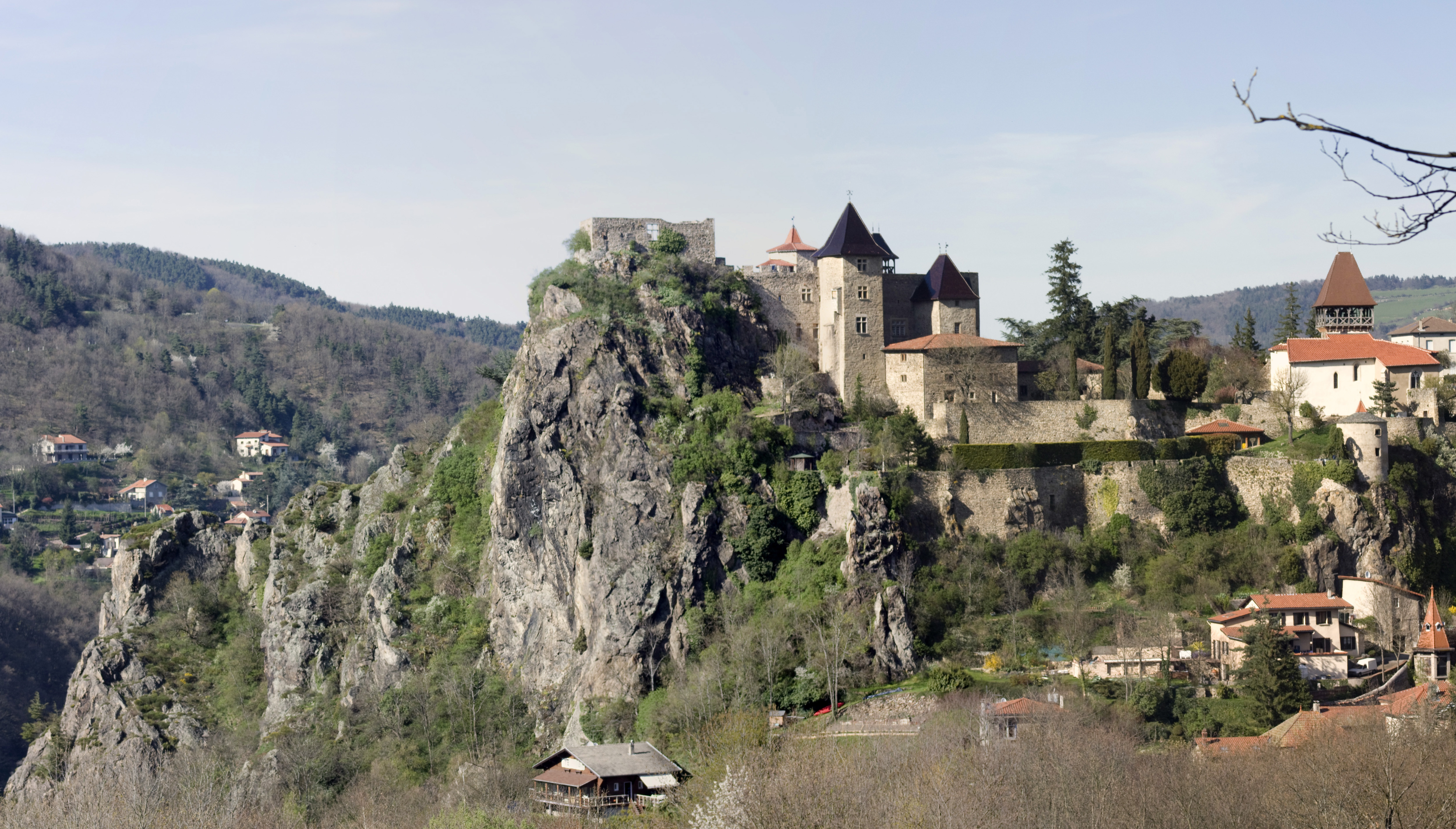
南側
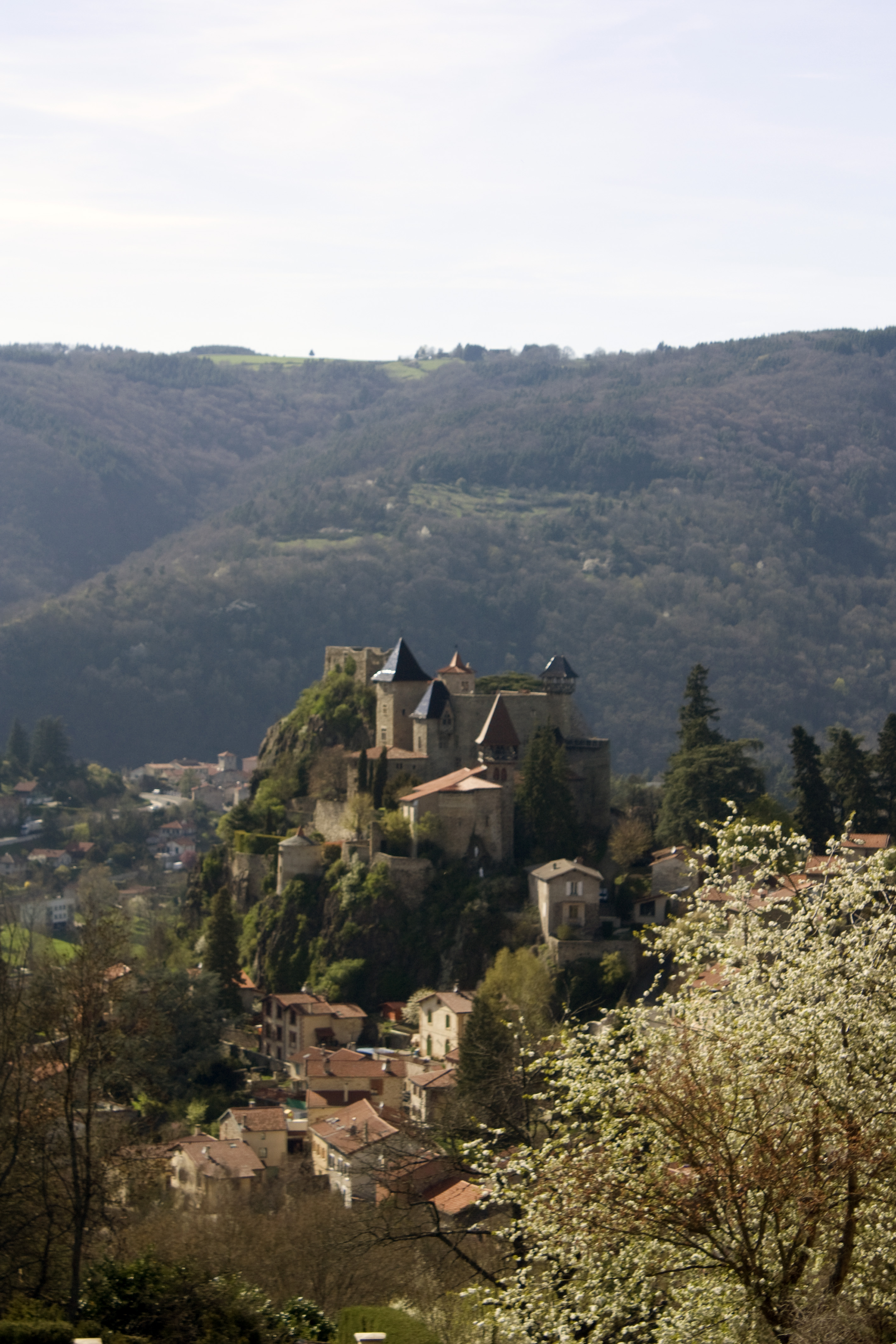
東側

## 出身者
- アンドレ・シャプロン